# GPS assistido

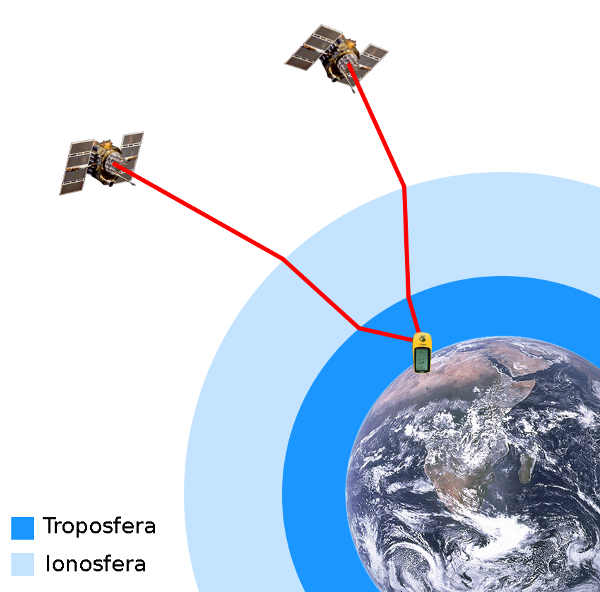
Processo de transmissão de sinal para um receptor GPS.

GPS assistido (A-GPS) é um sistema que pode, sob certas condições, melhorar o desempenho de inicialização, pois recebe dados de suporte através de uma conexão de dados (por exemplo, GPRS ou 3G), ajudando seu aparelho a calcular as coordenadas da sua posição atual quando recebe informações de satélites.

## Descrição
"Standalone" ou "Autonomous" GPS é uma tecnologia que usa sinais de rádio de satélites sozinho. O A-GPS, adicionalmente, utiliza recursos de rede de telefonia celular para localizar e utilizar os satélites em condições de sinal fraco. Estas condições de sinal muito fraco podem se dar, por exemplo, em ambientes fechados, sem janelas,  em uma cidade onde estes sinais podem sofrer uma propagação multipath onde os sinais refletem entre edifícios. O sinal GPS pode ser enfraquecido ainda quando passando por más condições atmosféricas, paredes ou cobertura vegetal. Quando ligado pela primeira vez nestas condições, alguns dispositivos de GPS de navegação autônomos podem não ser capazes de elaborar uma posição devido ao sinal, tornando-os incapazes de funcionar até que um sinal claro possa ser recebido continuamente por até 12,5 minutos (o tempo necessário para baixar o almanaque e efemérides de GPS).
Um sistema de GPS assistido pode resolver estes problemas, utilizando os dados disponíveis a partir de uma rede de telefonia celular. Para efeitos de cobrança, fornecedores de rede de telefonia celular muitas vezes contam isso como um acesso a dados, que pode custar dinheiro, dependendo do plano.
Assistência se divide em duas categorias:
1. Informações usadas para adquirir satélites mais rapidamente
  - Ele pode fornecer dados orbitais ou almanaque dos satélites GPS para o receptor GPS, permitindo que o receptor GPS se fixe no sinal dos satélites mais rapidamente em alguns casos.
  - A rede pode fornecer tempo preciso.
2. Cálculo da posição pelo servidor usando informações do receptor GPS
  - O dispositivo capta um instantâneo do sinal de GPS, com tempo aproximado, para que o servidor depois de processo em uma posição.
  - O servidor de assistência tem um bom sinal de satélite eo poder de computação abundante, para que ele possa comparar os sinais fragmentários retransmitida para ele como um benefício adicional, em algumas implementações A-GPS do dispositivo, conhecido como "MS-Assisted", a quantidade de CPU e programação necessárias para um receptor de GPS é reduzida, transferindo a maioria do trabalho para o servidor de assistência.
  - Coordenadas pesquisadas e precisas para a localização de células torres permitem um melhor conhecimento de locais e condições ionosféricas, entre outras condições que afetam o sinal de GPS, possibilitando cálculo mais preciso da posição.

Um receptor A-GPS habilitado típico usará uma conexão de dados (Internet ou outras) para contatar o servidor de assistência para obter informações aGPS. Se ele tem um funcionamento autônomo, ele pode usar um GPS autônomo, que às vezes é mais lento no primeiro tempo para corrigir, mas não dependem da rede e, portanto, pode trabalhar fora do alcance da rede, e sem incorrer em taxas de dados de uso. Alguns dispositivos aGPS não tem a opção de reverter para o modo GPS independente ou autônomo.
Muitos telefones celulares combinam o A-GPS e serviços de localização, incluindo sistema de posicionamento Wi-Fi e de triangulação de células-site e às vezes um sistema de posicionamento híbrido. GPS de alta sensibilidade (ou High Sensitivity GPS) é uma tecnologia aliada que aborda algumas destas questões de uma forma que não necessita de infra-estrutura adicional. No entanto, ao contrário de algumas formas de A-GPS, o GPS de alta sensibilidade não pode fornecer uma correção instantânea quando o receptor GPS tenha sido desligado por algum tempo.

## Conceitos básicos do AGPS
Um GPS standalone fornece a primeira posição em aproximadamente 30-40 segundos. A taxa de dados do sinal de satélite é de apenas 50 b/s, portanto o download de informações orbitais como efeméride e almanac diretamente dos satélites normalmente leva um longo tempo. Se durante o download o sinal de um satélite é perdido, sua informação é descartada e o GPS standalone tem que iniciar a aquisição do zero.
No caso do AGPS, o operador de rede implanta um servidor AGPS. Esses servidores AGPS baixam as informações orbitais do satélite e o armazenam em um banco de dados. Um dispositivo AGPS pode se conectar a esses servidores e descarregar a informação através de redes móveis de rádio tais como GSM, CDMA, WCDMA, LTE, ou mesmo usando outras portadoras de rádio sem fio, como Wi-Fi. Tipicamente a taxa de dados dessas portadoras é alta, portanto o download das informações orbitais leva menos tempo.

## Diferentes modos de operação AGPS
O AGPS tem dois modos de operação:
1. Estação móvel assistida (MSA) - No modo de operação MSA A-GPS, o dispositivo A-GPS é capaz de receber assistência de aquisição, tempo de referência e outros dados de assistência opcional a partir do servidor A-GPS. Com a ajuda dos dados acima, o dispositivo A-GPS recebe sinais dos satélites visíveis e envia as medições para o servidor A-GPS. O servidor A-GPS calcula a posição e envia de volta para o dispositivo de A-GPS.
2. Estação móvel baseada (MSB) - No modo de operação MSB A-GPS, o dispositivo A-GPS recebe efemérides, local de referência, tempo de referência e outros dados de assistência opcional a partir do servidor A-GPS. Com a ajuda dos dados acima, o dispositivo A-GPS recebe sinais dos satélites visíveis e calcula a posição.